# Филип II фон Ринек
Филип II фон Ринек Млади (на немски: Philipp II von Rieneck; * ок. 1430; † 5 май или 14 юли 1497) е граф на графство Ринек, цу Лор, Гемюнден, Брюкенау и замък Шилдек.
Той е вторият син на граф Томас II фон Ринек († 8 февруари 1431) и третата му съпруга графиня Катарина фон Ханау (* 25 януари 1408; † 25 септември 1460), дъщеря на граф Райнхард II фон Ханау (1369 – 1451) и съпругата му Катарина фон Насау-Байлщайн (1407 – 1459). По-големият му брат е Филип I Стари цу Грюнсфелд, Амт Лауда и Вилденщайн († 5 декември 1488). Полубрат е на Вилхелм III фон Хенеберг-Шлойзинген (1434 – 1480).
След смъртта на баща му майка му Катарина фон Ханау води управлението в графство Ринек като опекун на малолетните си деца. След нейната втора женитба за граф Вилхелм II фон Хенеберг-Шлойзинген († 1444), опекунството поема брат ѝ граф Райнхард III фон Ханау († 1452).
Филип Млади първо е духовник, отказва се 1454 г. и се жени два пъти.

## Фамилия
Филип II се жени на 7 юни 1460 г. за графиня Маргарета фон Епщайн († 27 октомври 1463), дъщеря на граф Еберхард III фон Епщайн-Кьонигщайн († 1466/1475) и графиня Анна фон Насау-Висбаден († 1465). Те имат две деца:
- Анна (* ок. 1460; † 1525), омъжена на 4 май 1478 г. за Ернст I, господар на Шьонбург-Валденбург (1456 – 1488)
- Райнхард (* септември 1463; † 17 декември 1518), граф на Ринек, женен за Агнес фон Глайхен-Тона († 1554)

Филип II се жени втори път на 7 ноември 1465 г. за графиня Анна фон Вертхайм-Бройберг († юни 1497), дъщеря на граф Георг I фон Вертхайм († 1453) и графиня Анна фон Йотинген-Валерщайн († 1461). Двамата имат децата:
- Филип (1467 – 1483)
- Георг (1468 – 1468)
- Кунигунда (1469 – 1502), омъжена на 24 август 1485 г. за Йохан, фрайхер фон Шварценберг (1463 – 1528)
- Томас (1472 – 1547 в Кьолн)
- Йохан (1473 – 1532)
- Катарина (* 1475)
- Кристоф фон Ашафенбург (* 1477)
- Амалия (1478 – 1543), омъжена на 19 ноември 1495 г. в Бюдинген за граф Филип фон Изенбург-Бюдинген-Ронебург-Келстербах (1467 – 1526)